# Neoitamus angusticornis
Neoitamus angusticornis är en tvåvingeart som först beskrevs av Friedrich Hermann Loew 1858.  Neoitamus angusticornis ingår i släktet Neoitamus och familjen rovflugor. Inga underarter finns listade i Catalogue of Life.

## Bildgalleri

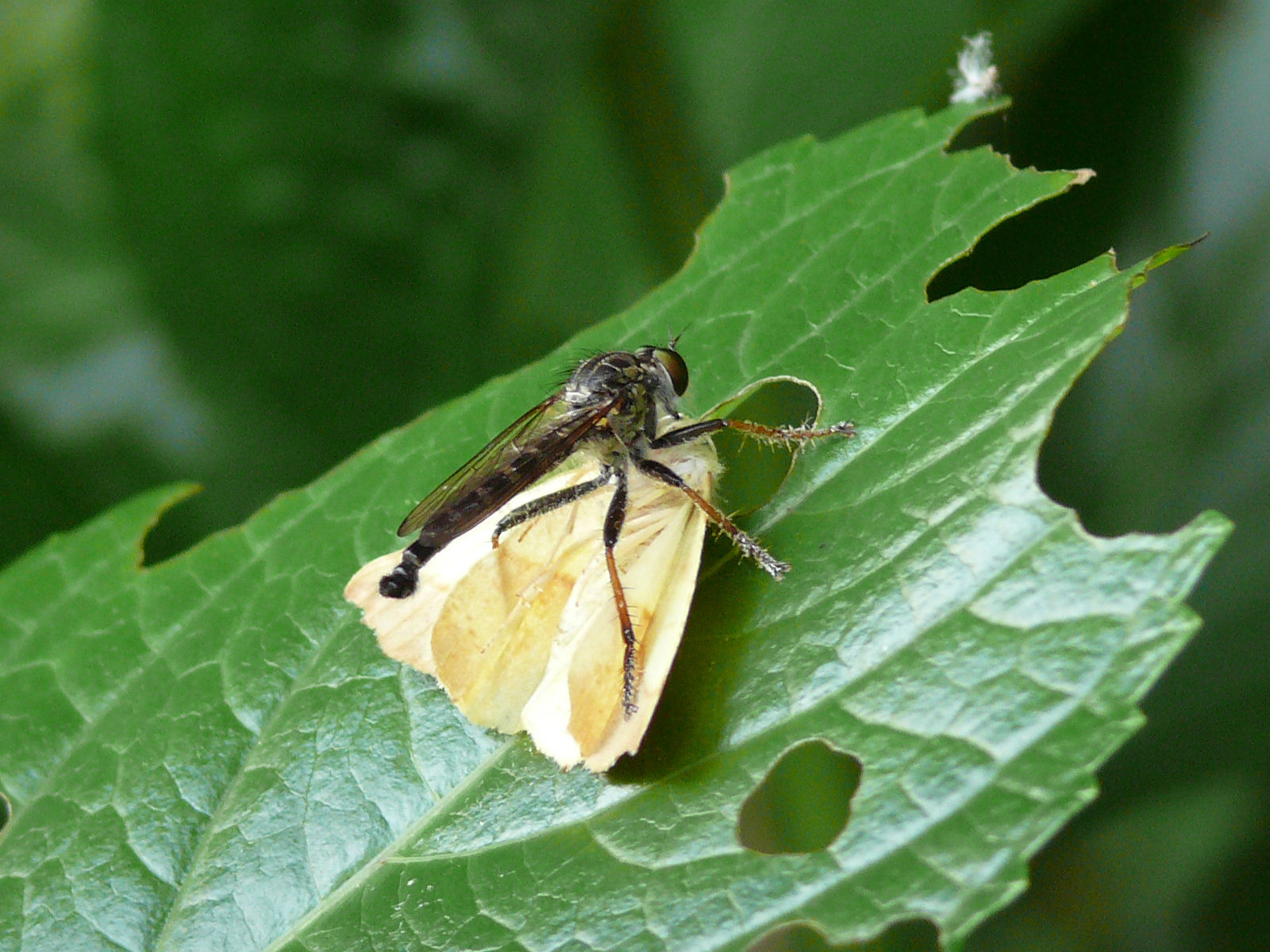